# Stalker (filme)
Stalker (cirílico: Сталкер) é um filme teuto-soviético de 1979 dirigido por Andrei Tarkovsky, vencedor do prémio especial do Júri do Festival de cinema de Cannes de 1980. Foi gravado, em sua maior parte, na Estônia, então integrante da União Soviética. É o oitavo filme do diretor e possivelmente o mais conhecido.
Stalker é um termo inglês que significa, em tradução livre, "o espreitador", "aquele que se esgueira". 

## Enredo
O Stalker (Alexander Kaidanovsky) trabalha em alguma área pouco clara, em um futuro indefinido, como um guia que leva as pessoas através da "Zona", uma vizinhança em que as leis normais da realidade já não se aplicam plenamente.  
A Zona contém um lugar chamado "Quarto", que dizem conceder os desejos de qualquer um que entrar. A área que contém a Zona está envolta em segredo, isolada pelo governo e cercada de grandes perigos.  
Em casa, sua esposa (Alisa Freindlich) implora para que ele não entre na Zona, mas ele ignora suas súplicas. Em um bar, o Stalker encontra seus próximos clientes para uma viagem à Zona. Seus nomes não são divulgados, e todos se referem uns aos outros pelos nomes de suas profissões. O  Escritor (Anatoly Solonitsyn) e o Professor  (Nikolai Grinko) concordam em colocar seus destinos nas mãos do Stalker. 